# 小泊テレビ中継局
小泊テレビ中継局（こどまりテレビちゅうけいきょく）は、青森県北津軽郡中泊町の旧小泊村域に置かれているテレビ中継局。

## 中継局概要

### デジタルテレビ放送
| リモコン 番号 | 放送局名         | チャンネル 番号 | 空中線 電力 | ERP  | 偏波面   | 放送対象地域 | 放送区域 内世帯数 | 運用開始日      |
| ------------- | ---------------- | --------------- | ----------- | ---- | -------- | ------------ | ----------------- | --------------- |
| 1             | RAB 青森放送     | 22              | 300mW       | 1.1W | 水平偏波 | 青森県       | 約1,000世帯       | 2009年 12月25日 |
| 2             | NHK 青森教育     | 26              | 300mW       | 1.1W | 水平偏波 | 全国         | 約1,000世帯       | 2009年 12月25日 |
| 3             | NHK 青森総合     | 20              | 300mW       | 1.1W | 水平偏波 | 青森県       | 約1,000世帯       | 2009年 12月25日 |
| 5             | ABA 青森朝日放送 | 24              | 300mW       | 1.1W | 水平偏波 | 青森県       | 約1,000世帯       | 2009年 12月25日 |
| 6             | ATV 青森テレビ   | 18              | 300mW       | 1.1W | 水平偏波 | 青森県       | 約1,000世帯       | 2009年 12月25日 |

- 所在地： 北津軽郡中泊町小泊（三角山）[2]
- 放送区域： 中泊町の一部[2]
- 2009年9月15日に予備免許が交付され[3][4]、11月中旬に試験電波を発射。12月24日に本免許が交付され[1]、12月25日に本放送を開始した[1]。

### アナログテレビ放送
| チャンネル 番号 | 放送局名         | 空中線電力 （映像/音声） | ERP （映像/音声） | 偏波面   | 放送対象地域 | 放送区域 内世帯数 | 運用開始日      |
| --------------- | ---------------- | ------------------------ | ----------------- | -------- | ------------ | ----------------- | --------------- |
| 7               | NHK 青森教育     | 100mW/25mW               | 680mW/170mW       | 水平偏波 | 全国         | 895世帯           | 1967年 11月11日 |
| 9               | NHK 青森総合     | 100mW/25mW               | 670mW/165mW       | 水平偏波 | 青森県       | 895世帯           | 1967年 11月11日 |
| 11              | RAB 青森放送     | 100mW/25mW               | 650mW/160mW       | 水平偏波 | 青森県       | 895世帯           | 1968年 6月1日   |
| 50              | ATV 青森テレビ   | 3W/750mW                 | 12W/3.1W          | 水平偏波 | 青森県       | 895世帯           | 1977年 5月27日  |
| 54              | ABA 青森朝日放送 | 3W/750mW                 | 12W/3.1W          | 水平偏波 | 青森県       | 895世帯           | -               |

- 所在地：デジタルテレビ放送に同じ
- 2011年7月24日をもってすべて廃止された。